# (523672) 2013 FJ28
2013 FJ28, também escrito como 2013 FJ28, é um corpo celeste que é classificado como um centauro, numa classificação estendida de centauros. Ele possui uma magnitude absoluta de 7,7 e tem um diâmetro estimado de cerca de 131 km.

## Descoberta
2013 FJ28 foi descoberto no dia 16 de março de 2013.

## Órbita
A órbita de 2013 FJ28 tem uma excentricidade de 0,444 e possui um semieixo maior de 35,295 UA. O seu periélio leva o mesmo a uma distância de 19,614 UA em relação ao Sol e seu afélio a 50,976 UA.